# Saraidhela
Saraidhela là một thị trấn thống kê (census town) của quận Dhanbad thuộc bang Jharkhand, Ấn Độ.

## Nhân khẩu
Theo điều tra dân số năm 2001 của Ấn Độ, Saraidhela có dân số 24.183 người. Phái nam chiếm 53% tổng số dân và phái nữ chiếm 47%. Saraidhela có tỷ lệ 78% biết đọc biết viết, cao hơn tỷ lệ trung bình toàn quốc là 59,5%: tỷ lệ cho phái nam là 84%, và tỷ lệ cho phái nữ là 72%. Tại Saraidhela, 10% dân số nhỏ hơn 6 tuổi.